# 몽펠리에 앙드발
몽펠리에 앙드발(프랑스어: Montpellier Handball)은 프랑스 몽펠리에를 연고로 하는 핸드볼팀이다. 현재 프랑스 최상위 핸드볼 리그인 LNH 디비지옹1 소속이며 1982년에 창립된 팀이다.

## 대회 기록
- LNH 디비지옹1: (14)
  - 우승: 1994–95, 1997–98, 1998–99, 1999–00, 2001–02, 2002–03, 2003–04, 2004–05, 2005–06, 2007–08, 2008–09, 2009–10, 2010–11, 2011–12

## 주요 선수
- 마테이 가베르(2013–2016)
- 올라뷔르 그뷔드뮌손(2021–2022)
- 미카엘 기구(1999–2019)
- 위고 데스카(2019–2023)
- 디디에 디나르(1996–2003)
- 베니오 로세르트(2014–2015)
- 루카스 모스카리에요(2021–2023)
- 얀 소볼(2007–2010)
- 조엘 아바티(2007–2009)
- 티에리 오메예르(2000–2006, 2013–2014)
- 사뮈엘 온루비아(2001–2012)
- 다비트 유르지체크(2004–2011)
- 뱅상 제라르(2006–2008, 2015–2019)
- 이고리 추마크(1992–1996)
- 니콜라 카라바티치(2000–2005, 2009–2013)
- 뤼카 카라바티치(2007–2012)
- 다우다 카라부에(1993–2000, 2004–2010)
- 비트 카우티치니크(2009–2019)
- 요나스 트루하노비추스(2016–2021)
- 뤼도비크 파브레가스(2011–2018)
- 제롬 페르낭데즈(1999–2002)